# 鉄兜団、前線兵士同盟

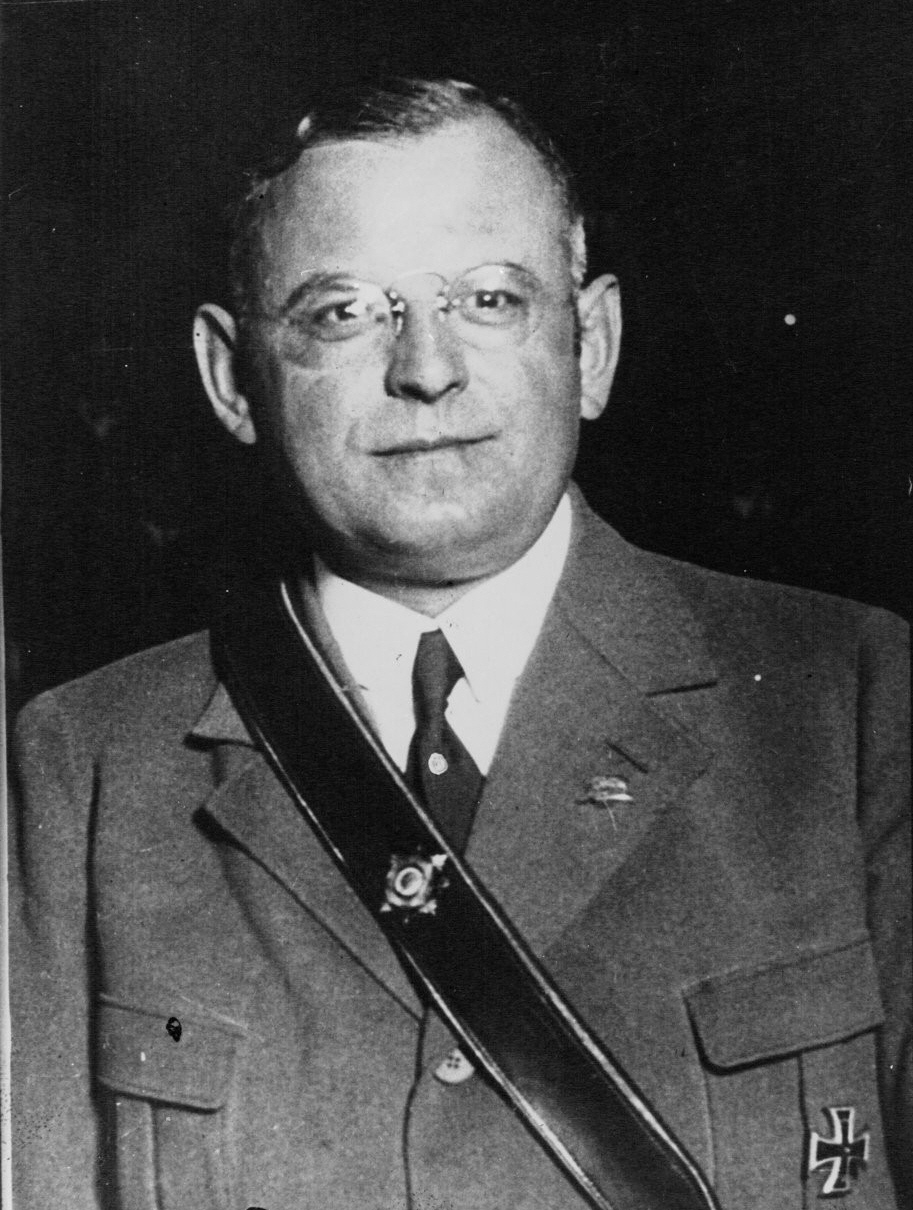
鉄兜団の団長となったフランツ・ゼルテ退役陸軍大尉。後にヒトラー内閣の労働大臣となる。

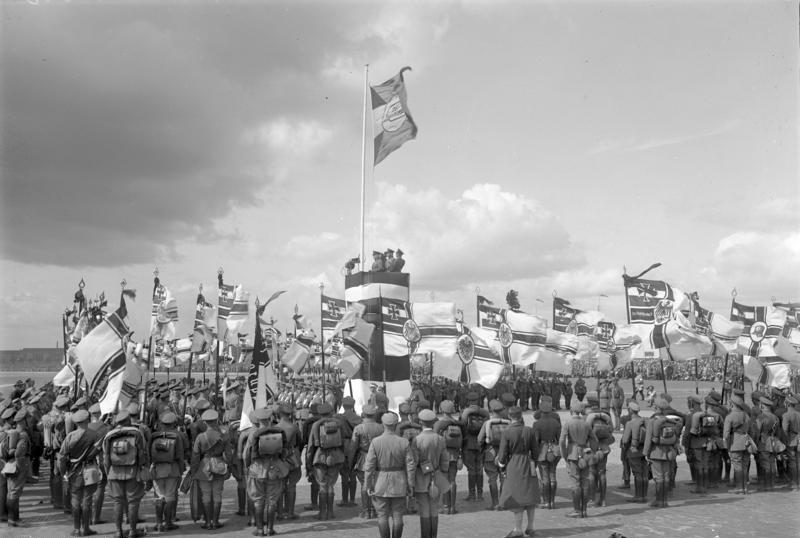
ベルリンでの鉄兜団の集会（1932年）

鉄兜団、前線兵士同盟（てつかぶとだん ぜんせんへいしどうめい、ドイツ語: Stahlhelm, Bund der Frontsoldaten）は、ヴァイマル共和政時代のドイツの在郷軍人組織。退役軍人で組織され、保守的な政治活動をおこなった。ドイツ国家人民党と共闘関係を保ったが、団員の中にはドイツ人民党の党員もいたり、国民社会主義ドイツ労働者党（ナチ党）とも関わりを持ったりしたことがある。団長は1924年よりフランツ・ゼルテとテオドール・デュスターベルクの二人で務めていた。

## 歴史

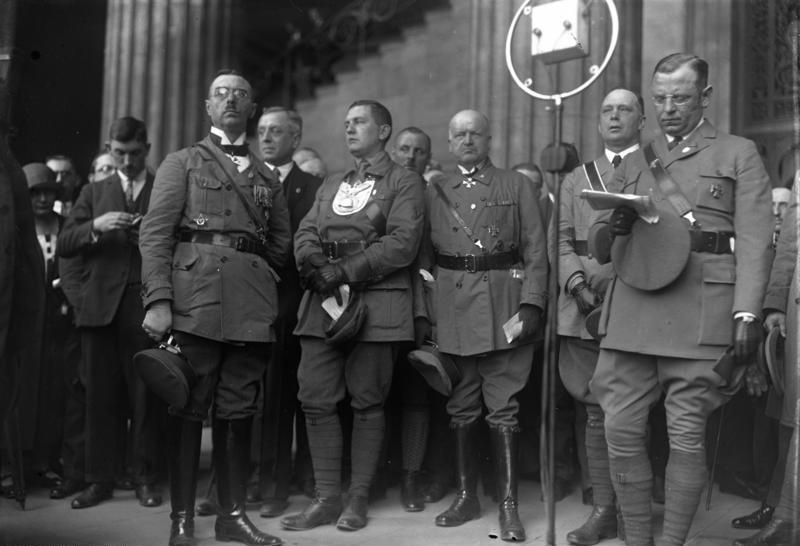
鉄兜団の政治集会 (1928年)
_{右側マイクの前に立っているのが団長フランツ・ゼルテ}

革命後の1918年12月25日に退役軍人フランツ・ゼルテがマクデブルクで「鉄兜団、前線兵士同盟」（以下、鉄兜団）を設立した。鉄兜団は反民主主義、反共和制、復古主義、反ヴァイマル憲法、反ヴェルサイユ条約の立場を貫いて退役軍人から強い支持を集めた。設立時は2000人ほどだったが、急速に拡大し、1924年には1万人、1928年には22万5000人、1931年には100万人を超えていたという。
保守・右派政党ドイツ国家人民党(DNVP)と共闘していたが、同党の一部というわけではなく、支持団体に留まった。そのため国民社会主義ドイツ労働者党(NSDAP,ナチス)の突撃隊のように日常的に政治宣伝活動をしていたわけではなく、鉄兜団の日常的活動はあくまで民間防衛隊の役割であった。国家人民党がキャンペーンを行う場合に鉄兜団はその政治宣伝活動に動員された。また鉄兜団はナチ党や共産党が好んだ街頭闘争(街頭でかちあった他党との殴り合い)からも距離を置いていた。
1929年には国家人民党のヤング案反対闘争に参加し、1931年には国家人民党やナチス党などとともに保守・右翼反政府派の共闘体制「ハルツブルク戦線」を組織してハインリヒ・ブリューニング首相とヴァイマル共和制への批判運動を強化した。しかしナチス党首アドルフ・ヒトラーはナチ党が巨大な保守・右翼連合体の一下部組織にされることを好まず、距離を取ろうとするようになった。また伝統的なプロイセン退役軍人が多かった鉄兜団の方でも、ナチ党の過剰な反ユダヤ主義思想や社会主義に近い経済思想に対しては嫌悪感を示すようになっていった（鉄兜団は社会主義的傾向の強いナチス党左派グレゴール・シュトラッサーを特に嫌悪していた）。そのためナチスとの同盟関係はすぐに溶解した。その後、鉄兜団はドイツ国家人民党とのみ同盟関係を維持した。

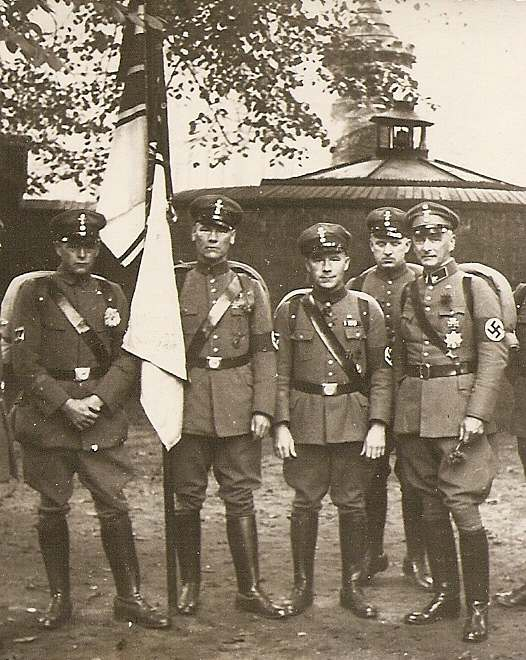
1934年、ナチスに合流しナチスの腕章をした鉄兜団団員

1932年の大統領選挙では鉄兜団とドイツ国家人民党はデュスターベルクを統一候補に立てたが、惨敗した。1933年に首相となったアドルフ・ヒトラーは鉄兜団を取り込もうとデュスターベルクに入閣を求めたが、拒否されたため、ゼルテが代わりに入閣を求められてヒトラー内閣の労働相となった。

ナチ党と連携した1933年以降の鉄兜団の旗

1933年6月21日に鉄兜団はナチス党の突撃隊（SA）に吸収され、ゼルテも突撃隊大将（独: SA-Obergruppenführer）に任じられた。吸収された鉄兜団は1934年に「国家社会主義ドイツ前線戦士連盟」（独: Nationalsozialistischer Deutscher Frontkämpferbund）と名前を変えさせられた。さらに1935年には完全に解散させられている。ドイツ皇室の復活を主張する君主主義的な傾向をナチス党が警戒したためという。

### 戦後の再建
1951年、鉄兜団は登録社団としてケルンで再発足し、元ドイツ国空軍元帥アルベルト・ケッセルリンクも参加した。ネオナチや一部極右勢力は現在も鉄兜団のイデオロギーに従っている。この組織は後に「前線兵士同盟鉄兜団およびヨーロッパ闘争同盟」（Der Stahlhelm e. V. – Bund der Frontsoldaten – Kampfbund für Europa）と名称を変え、ニーダーザクセン州ヨルクに本部を置いていた時期もある。組織のいくつかの地域支部は2011年に解散した。

## 階級

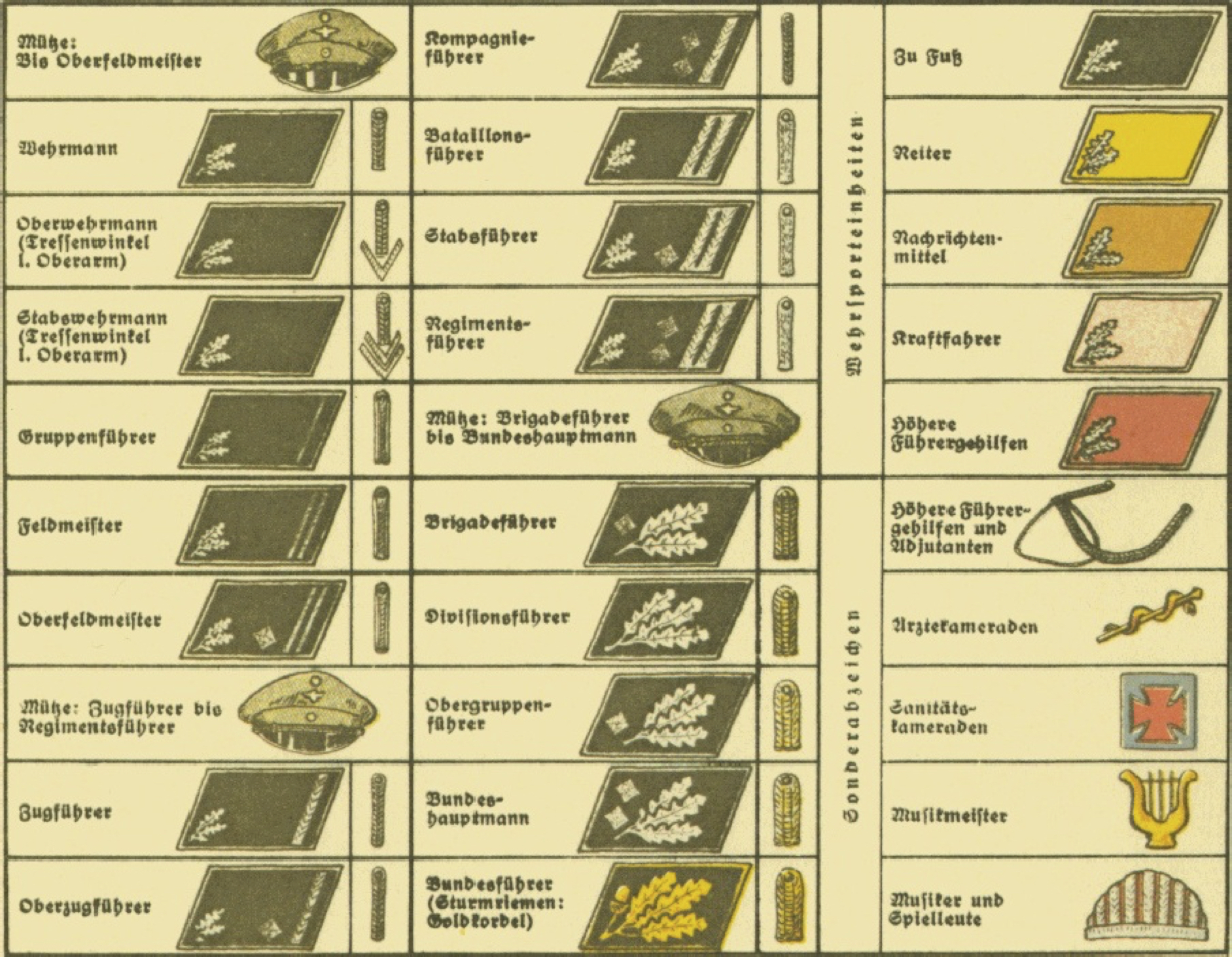
階級章 (1933)

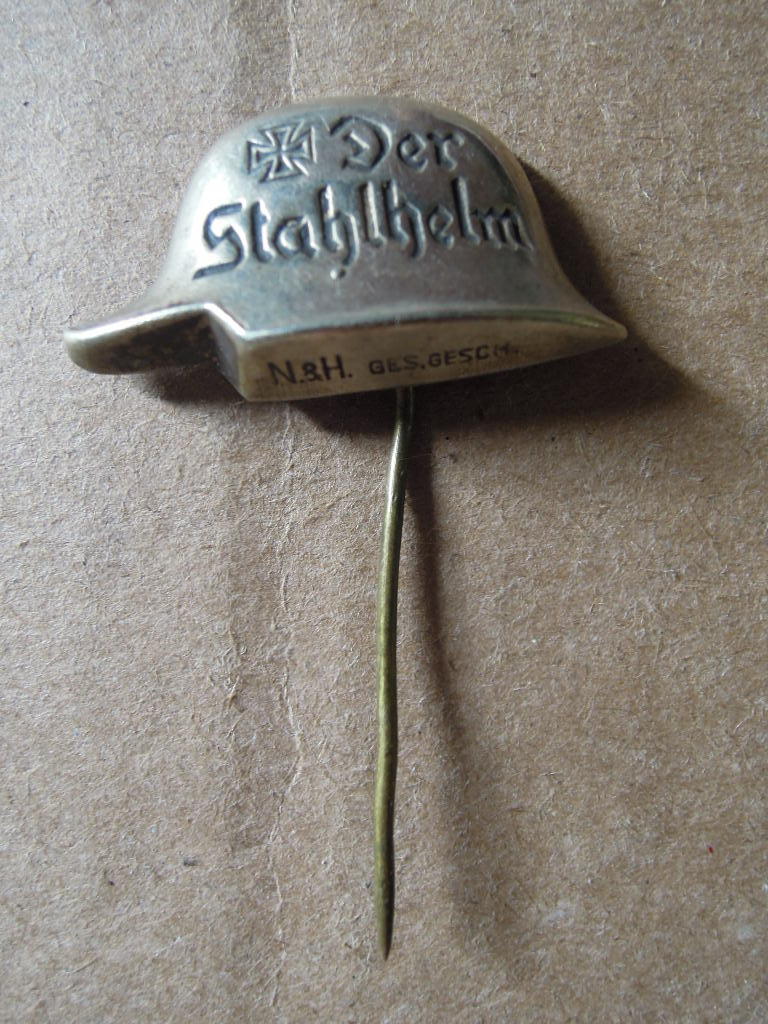
鉄兜の胸ピン (1918 – 1933)

| Collar insignia | Shoulder insignia | Ranks          |
| --------------- | ----------------- | -------------- |
|                 |                   | 連盟指導者     |
|                 |                   | 連盟副指導者   |
|                 |                   | 上級集団指導者 |
|                 |                   | 集団指導者     |
|                 |                   | 旅団指導者     |
|                 |                   | 連隊指導者     |
|                 |                   | 上級大隊指導者 |
|                 |                   | 大隊指導者     |
|                 |                   | 高級中隊指導者 |
|                 |                   | 上級中隊指導者 |
|                 |                   | 中隊指導者     |
|                 |                   | 上級小隊指導者 |
|                 |                   | Feldmeister    |
|                 |                   | Gruppenführer  |
|                 |                   | Stabswehrmann  |
|                 |                   | Oberwehrmann   |
|                 |                   | Wehrmann       |
| Source:         |                   |                |

## 備考
- 鉄兜団は機関誌『Stahlhelm』（シュタールヘルム。鉄兜）を刊行しており、のちにヒトラー暗殺計画に携わり処刑されるハンス・ユルゲン・フォン・ブルメンタールが編集長をしていた。
- また鉄兜団の若い世代は団中央の復古的、君主的、愛国的傾向に批判的で、よりラディカルなナショナリズムの傾向を有し、若い世代向けに別に『Standarte』（シュタンダルテ。軍旗）がヘルムート・フランケの編集下で刊行され、編集には後にエルンスト・ユンガー、ヴィルヘルム・クライナウ、フランツ・シャウヴェッカーらが加わる。『Standarte』グループはその国民（民族）ボルシェヴィキ的傾向から鉄兜団から分離し、ヘルマン・エアハルト率いる義勇軍（フライコール）のエアハルト旅団の後身のコンスル（執政官組織）と結びつく。